# Lancer (Saskatchewan)
Lancer ist ein Dorf in der kanadischen Provinz Saskatchewan. Es liegt innerhalb der Gemeinde Miry Creek No. 229. Südwestlich des Ortes befindet sich der Naturpark Great Sandhills.

## Ortsbild
Lancer besitzt im Zentrum ein Postamt, welches 1913 gegründet und eröffnet wurde. Die Kirchen United Church, die ebenfalls 
im Zentrum des Dorfes steht, und die Lancer Catholic Church, die am östlichen Ortsrand liegt, gehören beide dem Katholizismus an.
Das Lancer Centennial Museum im Ortskern informiert über die Geschichte und die Entwicklung des Dorfes sowie der Landwirtschaft in der Umgebung. Ausgestellt werden verschiedene Exponate wie frühere Feldgeräte und -maschinen, Objekte von Kulturen der First Nations und auch Gegenstände aus der Zeit des Zweiten Weltkrieges.
Im Zentrum von Lancer befindet sich außerdem die weltgrößte „Chokecherry-Skulptur“, die als Symbol für das alljährlich stattfindende Chokecherry Festival am Thanksgiving-Wochenende in einem Oktober errichtet wurde.

## Infrastruktur und Wirtschaft
Lancer ist ein Halte- und Umschlagpunkt an der Eisenbahnstrecke Empress Subdivision, die zur Bahngesellschaft Great Sandhills Railway gehört. Im Ort verläuft der Highway 32, der die Gemeinden Leader im Nordwesten und Swift Current im Südosten miteinander verbindet.
Das Hauptexportgut ist überwiegend Weizen, der in der Region großflächig angebaut wird, sowie die Förderung von Erdgas und Erdöl.

## Demografie
Die Bevölkerungszahl lag laut der Volkszählung aus dem Jahr 2001 bei rund 75 Personen. Nach einer Zählung von 2006 sank die Einwohnerzahl mit 13,5 % auf 65. Im Jahr 2011 hatte der Ort 61 Einwohner; dies bedeutete einen Rückgang von ca. 6,2 %. Zwischen den Jahren 2011 und 2016 stieg die Zahl mit 13,1 % von 61 auf 69 Personen.